# Nadine Tokar
Nadine Tokar (ur. 15 maja 1985 roku) – szwajcarska zapaśniczka startująca w stylu wolnym. Zajęła dziewiąte miejsce na mistrzostwach świata w 2002 i 2003. Piąta na mistrzostwach Europy w 2005. Dziewiętnasta na igrzyskach europejskich w 2015. Brązowa medalistka wojskowych MŚ z 2014. Trzecia na MŚ juniorów w 2003 roku.